# Semir Devoli
Semir Devoli (* 3. Dezember 1976 in Tuzla) ist ein bosnisch-herzegowinischer Fußballspieler.

## Karriere
Devoli, der in seiner Jugendzeit unter anderem beim 1. FC Kaiserslautern spielte, begann seine Karriere im Seniorenbereich beim damaligen Regionalligisten SC Hauenstein, den er nach nur einem Jahr in Richtung VfL Hamm/Sieg verließ. Nach drei Spielzeiten in der Oberliga Südwest mit dem VfL Hamm/Sieg, spielte Devoli eine Saison lang für die Sportfreunde Siegen, bis er vom SC Paderborn 07 für drei Jahre unter Vertrag genommen wurde. In der Saison 2003/04 spielte er für den SSV Jahn Regensburg in der 2. Liga, bei dem er allerdings keine größeren Erfolge verbuchen konnte. In acht Zweitligaspielen gelang ihm kein Tor. Nach nur einem halben Jahr wechselte Devoli wieder zurück zum SC Paderborn 07, für den er insgesamt 113 Spiele (6 Tore) absolvierte. Devoli verließ die Paderborner im Januar 2005 und schloss sich dem Chemnitzer FC an, bei dem er bis zum Februar 2007 unter Vertrag stand, bevor er zum Bonner SC wechselte. Für die Nordrhein-Westfalen bestritt Devoli 18 Spiele in der Oberliga, ehe er im Jahr 2008 zum SV Holzwickede wechselte.